# Paula (filme)
Paula (bra Coração de Mãe) é um filme norte-americano de 1952, um drama dirigido por Rudolph Maté.
No elenco, Loretta Young, Kent Smith e Alexander Knox.

## Sinopse
Mulher atropela um menino, deixando-o desmemoriado e surdo, e o leva pra casa. Com o tempo, ele começa a se lembrar do acidente e ameaça a denunciar a mulher, que já nutria por ele um amor materno e pensava em adotá-lo, pois não podia gerar filhos. O marido dela fica preocupado, pois um escândalo arruinaria sua carreira acadêmica. Enquanto isso, a polícia investiga o desaparecimento, baseado numa testemunha que jura ter visto uma mulher embriagada ao volante.